# Бовкун, Сергей Степанович
Сергей Степанович Бовкун (26 мая 1932, г. Часов Яр Артёмовского района Сталинской (Донецкой) обл. — 2 декабря 1991, г. Шебекино Белгородской обл.) — генеральный директор омского ПО «Полёт» в 1972—1988 годах, лауреат Государственной премии СССР (1978 год).

## Биография
После окончания Казанского авиационного института (1956 год) работал на Омском заводе № 166: мастер, начальник бригады по ремонту самолётов Ту-104, начальник цеха, заместитель главного инженера 1960—1969 годы, главный инженер 1969—1972 годы, с 1972 года директор.
С 1975 года, когда Омский авиационный завод был преобразован в ПО «Полёт», — гендиректор объединения. Провёл на заводе полную реконструкцию, начал серийный выпуск космических аппаратов глобальной навигационной спутниковой группировки «ГЛОНАСС», ступени развоза для баллистических ракет морского базирования РСМ-50, космических аппаратов «Циклон-Б» для навигационно-связной системы «Парус».
С 1988 года директор завода в городе Шебекино Белгородской области.
Лауреат Государственной премии СССР (1978). Награждён орденами Октябрьской Революции (1974), Трудового Красного Знамени (1970); медалью «За трудовую доблесть» (1966).
Имя Бовкуна носит спортивный комплекс «Юность» в Омске.